# Scolomastax
Scolomastax — це вимерлий рід паралігаторових неозухій, відомий з пізньокрейдяної формації Вудбайн у Техасі. Він містить один вид, S. sahlsteini.